# Leonardo Fioravanti (designer)
Pour les articles homonymes, voir Fioravanti et Leonardo Fioravanti.
Leonardo Fioravanti (né le 31 janvier 1938 à Milan) est un designer automobile italien emblématique, PDG et fondateur de Fioravanti, après avoir passé 24 ans chez Pininfarina, puis chez Ferrari, et avoir créé quelques-unes des Ferrari les plus emblématiques de l'histoire de l'automobile,.

## Biographie
Leonardo Fioravanti est diplômé ingénieur en génie mécanique de l'école polytechnique de Milan, avec spécialisation en conception de carrosserie et aérodynamique. 

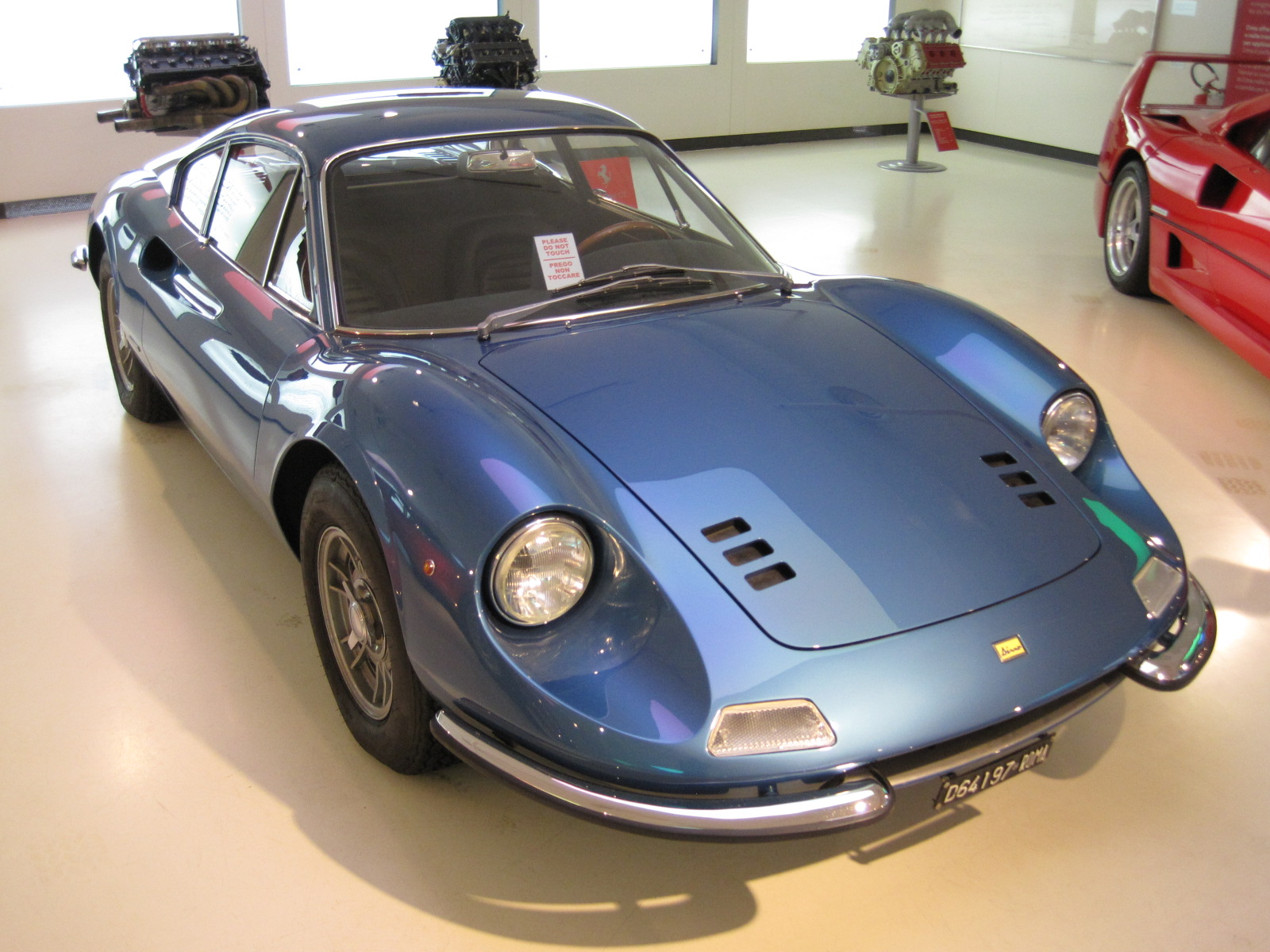
Dino 206 GT (1967) et Dino 246 GT/GTS (1969)
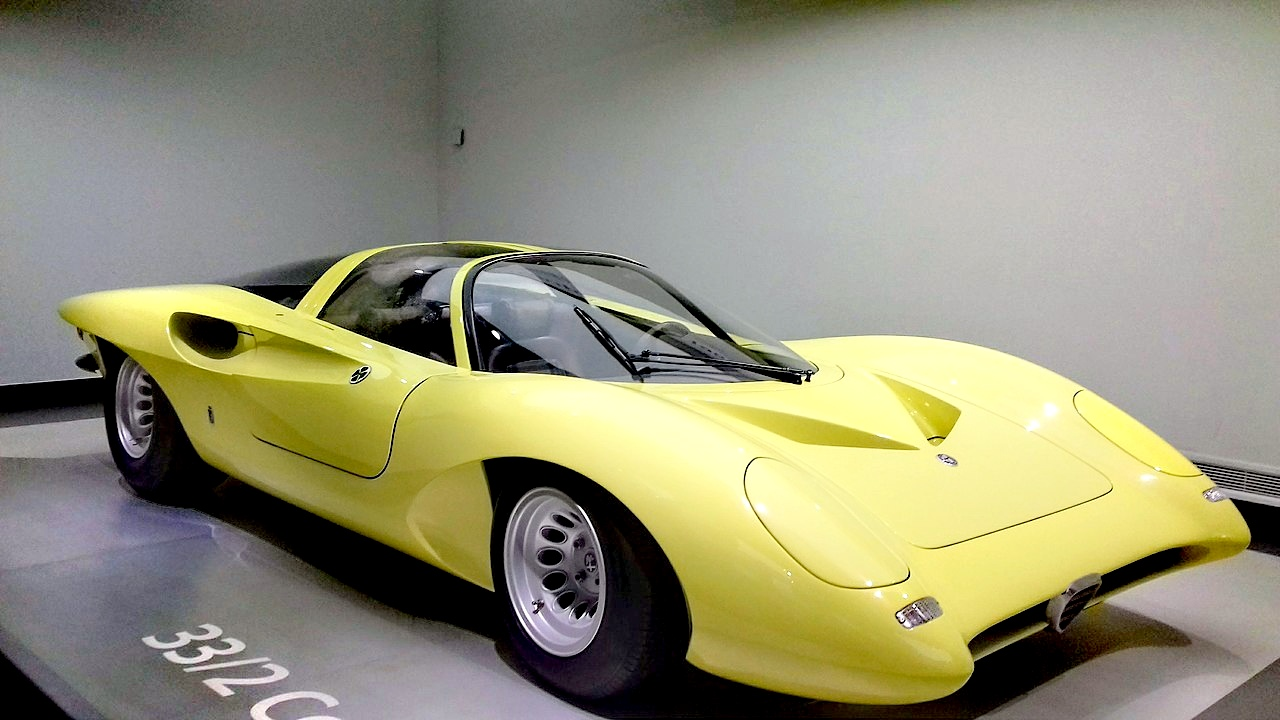
Alfa Romeo 33.2 (1969)

En 1964 il rejoint Pininfarina aux côtés du fondateur emblématique Gian-Battista Pinin Farina, en tant que designer durant 24 ans, où il finit directeur général du design, et créé entre autres le concept-car Alfa Romeo 33.2 (1969). 
Il participe à la conception de toutes les Ferrari de la période 1966 à 1986 et au-delà, avec une ligne stylistique commune, avec en particulier les Dino 206 GT (1967), Dino 246 GT/GTS (1969), Ferrari 365 Daytona (1968), concept-car Ferrari P5 et P6 (1968), Ferrari 365 GT4 2+2 (1972), Ferrari BB (1973), Ferrari 308 (1975), Ferrari Pinin (1980), Ferrari Mondial (1980), Ferrari Testarossa (1984), Ferrari 288 GTO (1984), Ferrari 328 (1985), Ferrari F40 (1987), Ferrari 348 (1989)...

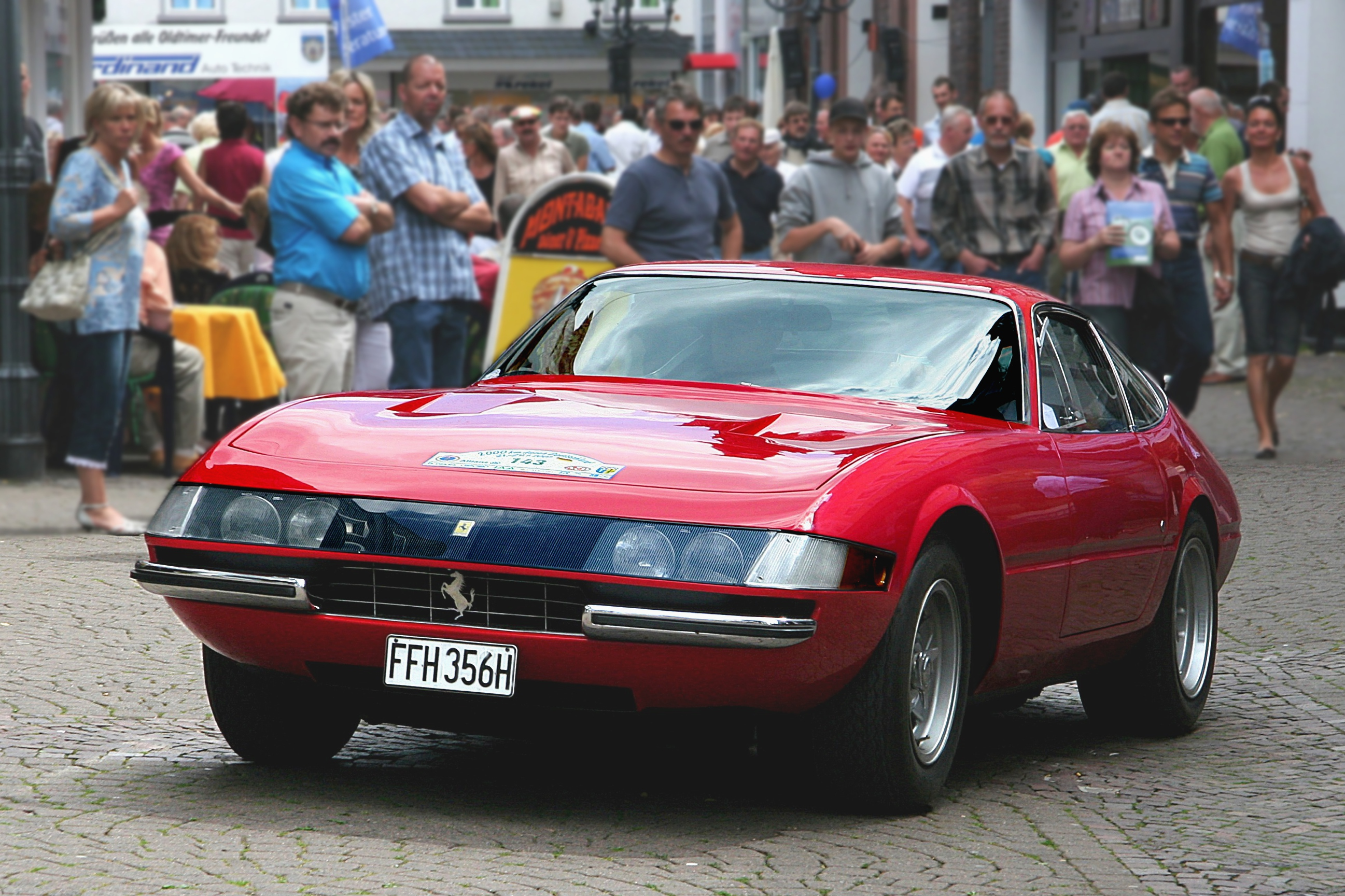
Ferrari 365 Daytona (1968)
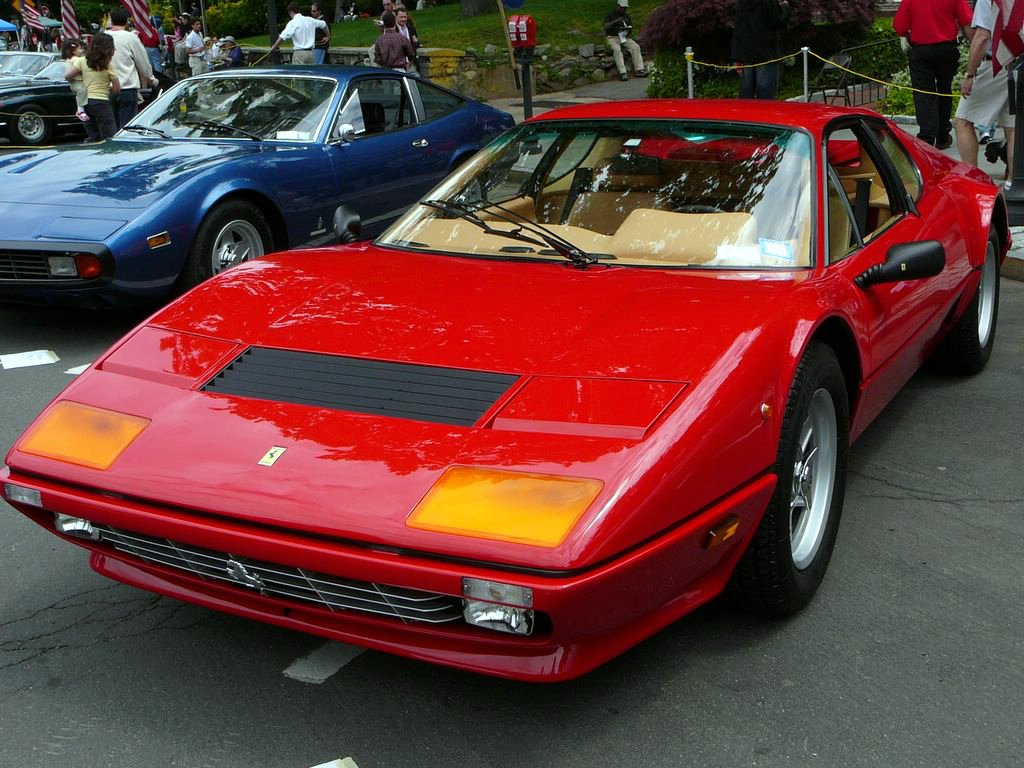
Ferrari BB (1973)
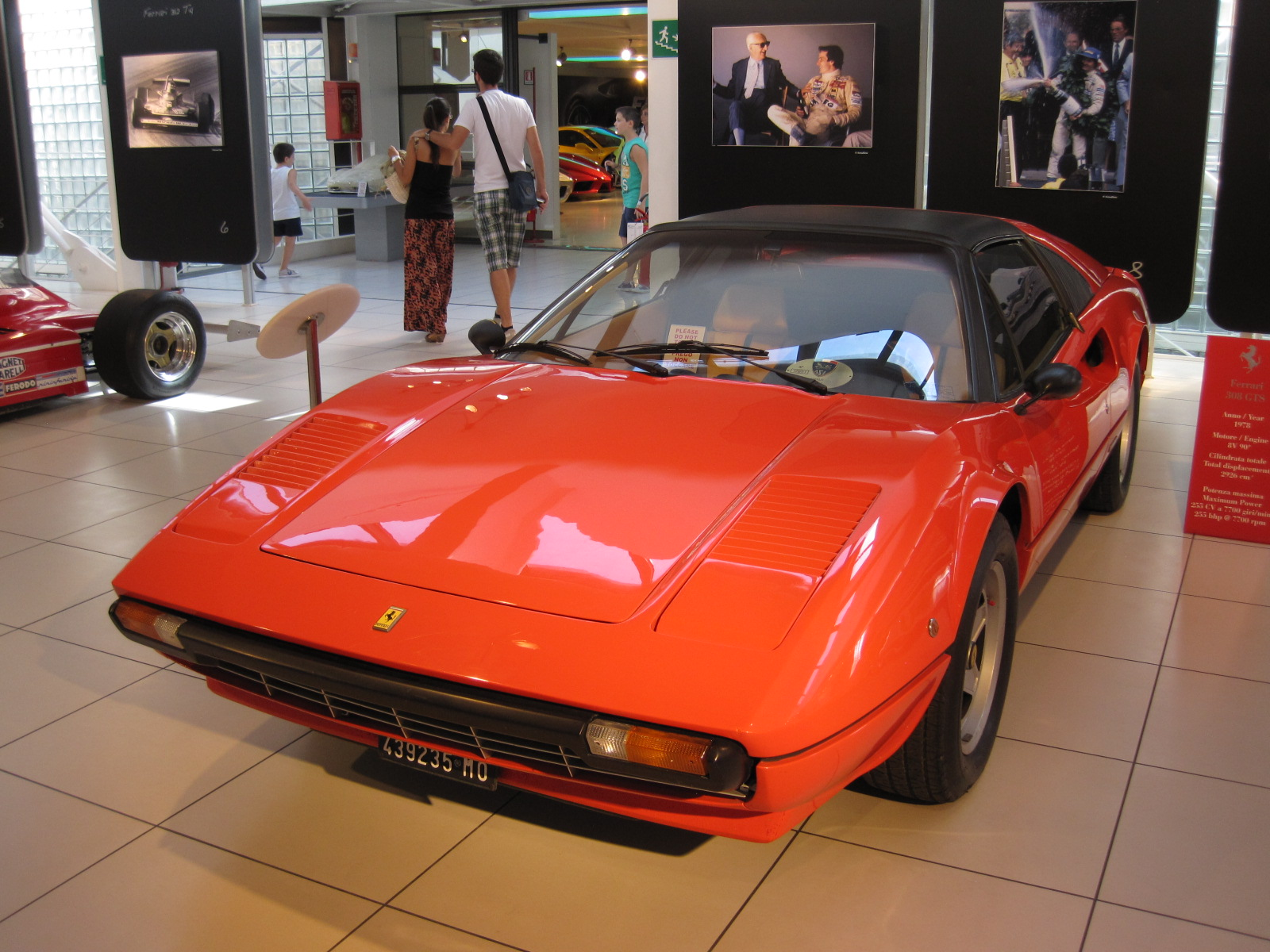
Ferrari 308 (1975)
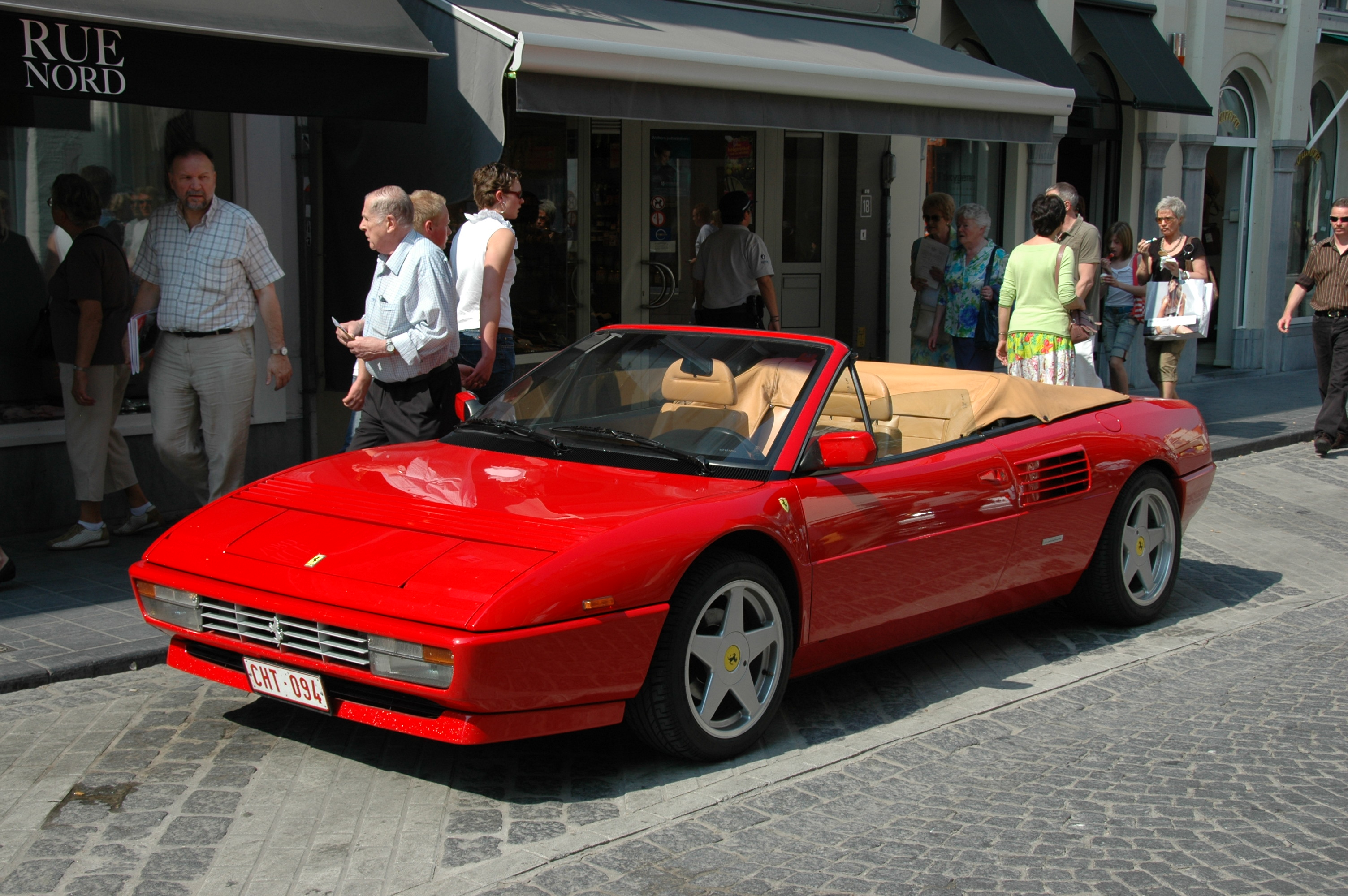
Ferrari Mondial (1980)
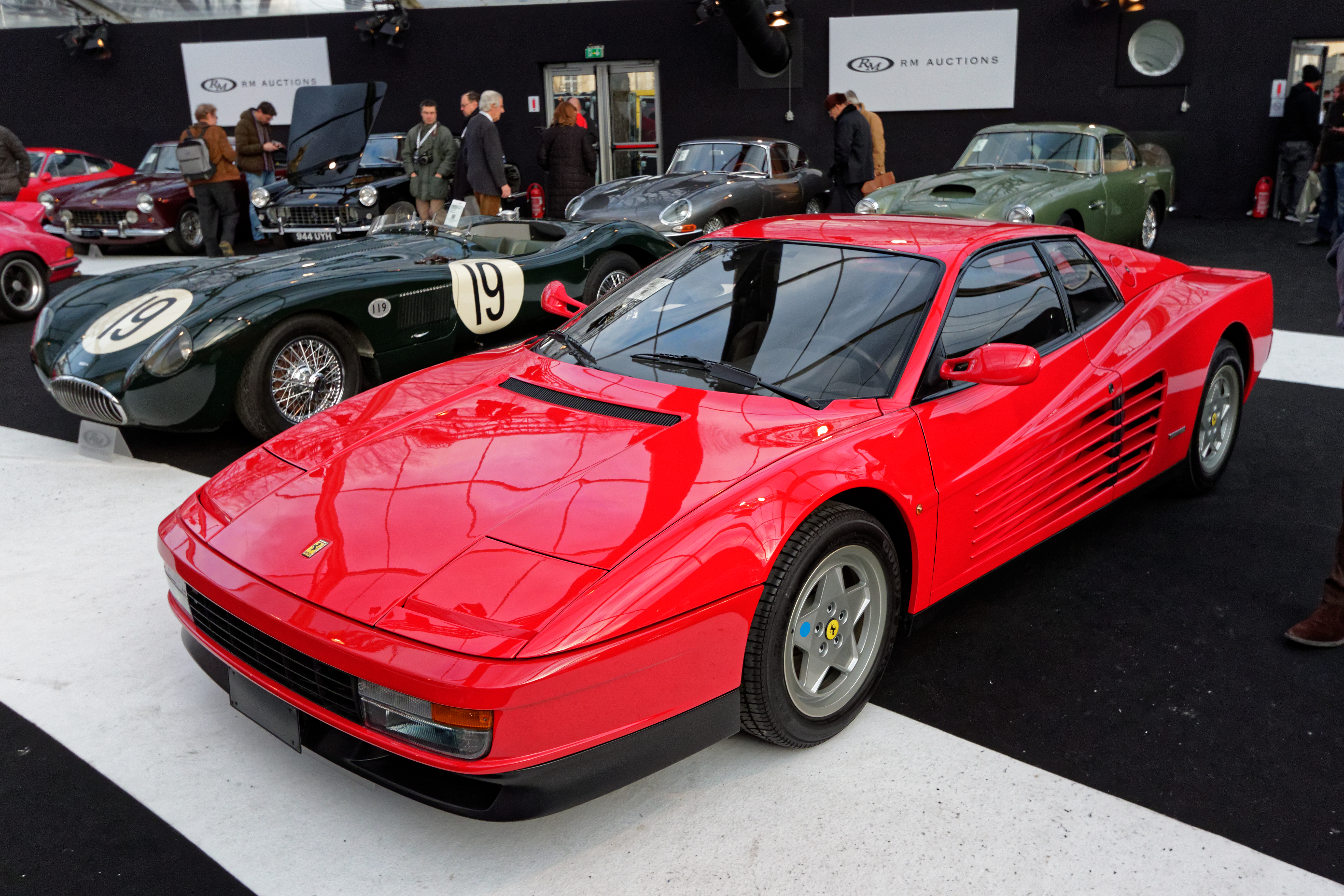
Ferrari Testarossa (1984)
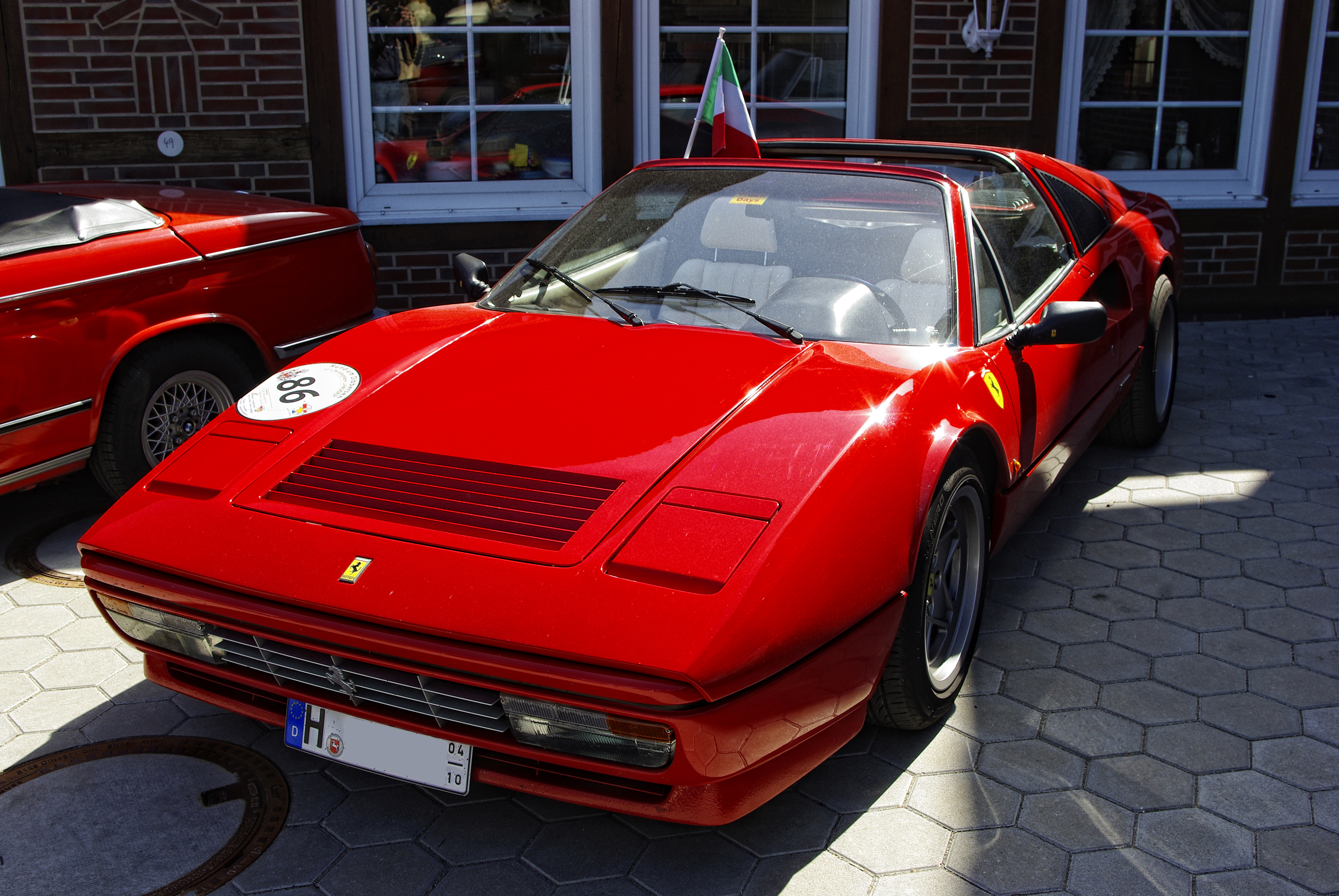
Ferrari 328 (1985)
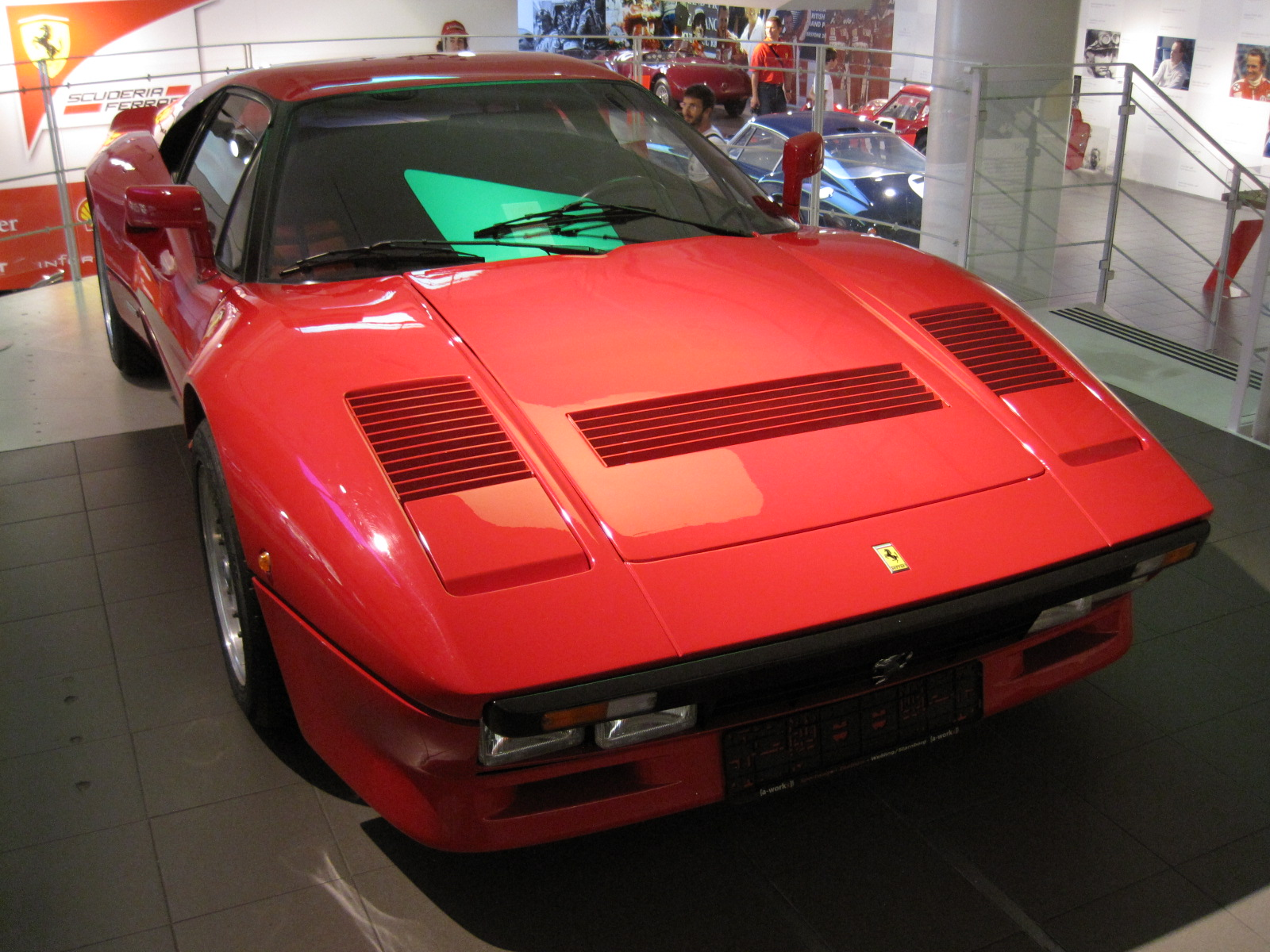
Ferrari 288 GTO (1984)
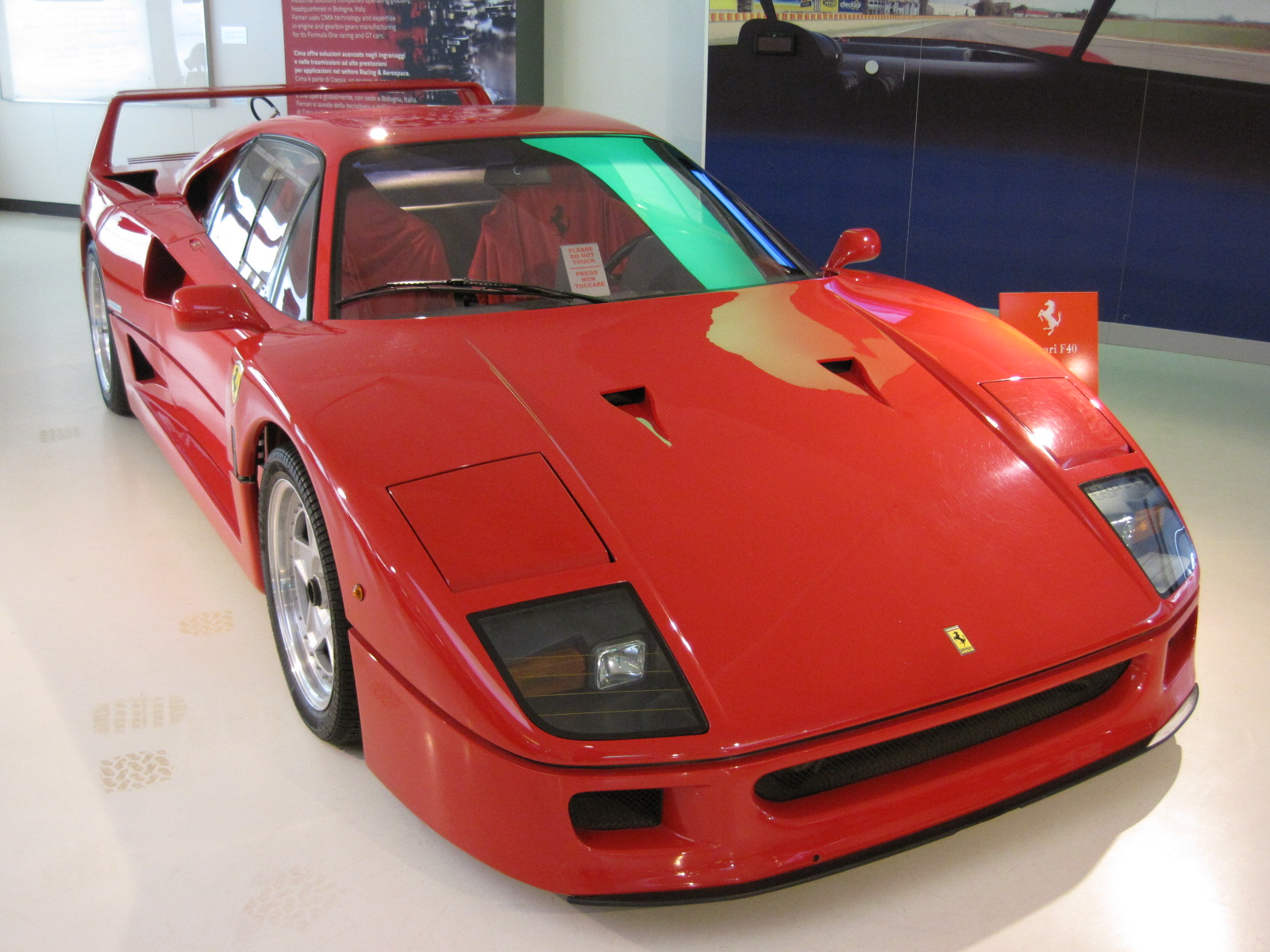
Ferrari F40 (1987)

En 1987 il fonde son cabinet d'architecte et de design Fioravanti à Moncalieri près de Pininfarina et de Turin, avec ses fils Matteo et Luca. Il conçoit également des pavillons dans la région de Tokyo au Japon.  
En 1988 Enzo Ferrari le recrute comme directeur général adjoint de Ferrari, puis Directeur Général de Ferrari Engineering. À la suite du rachat de Ferrari par le groupe Fiat en 1989, il devient directeur du style avancé du Centro Stile Fiat du groupe en 1990, et directeur de la conception chez Alfa Romeo...

Fioravanti
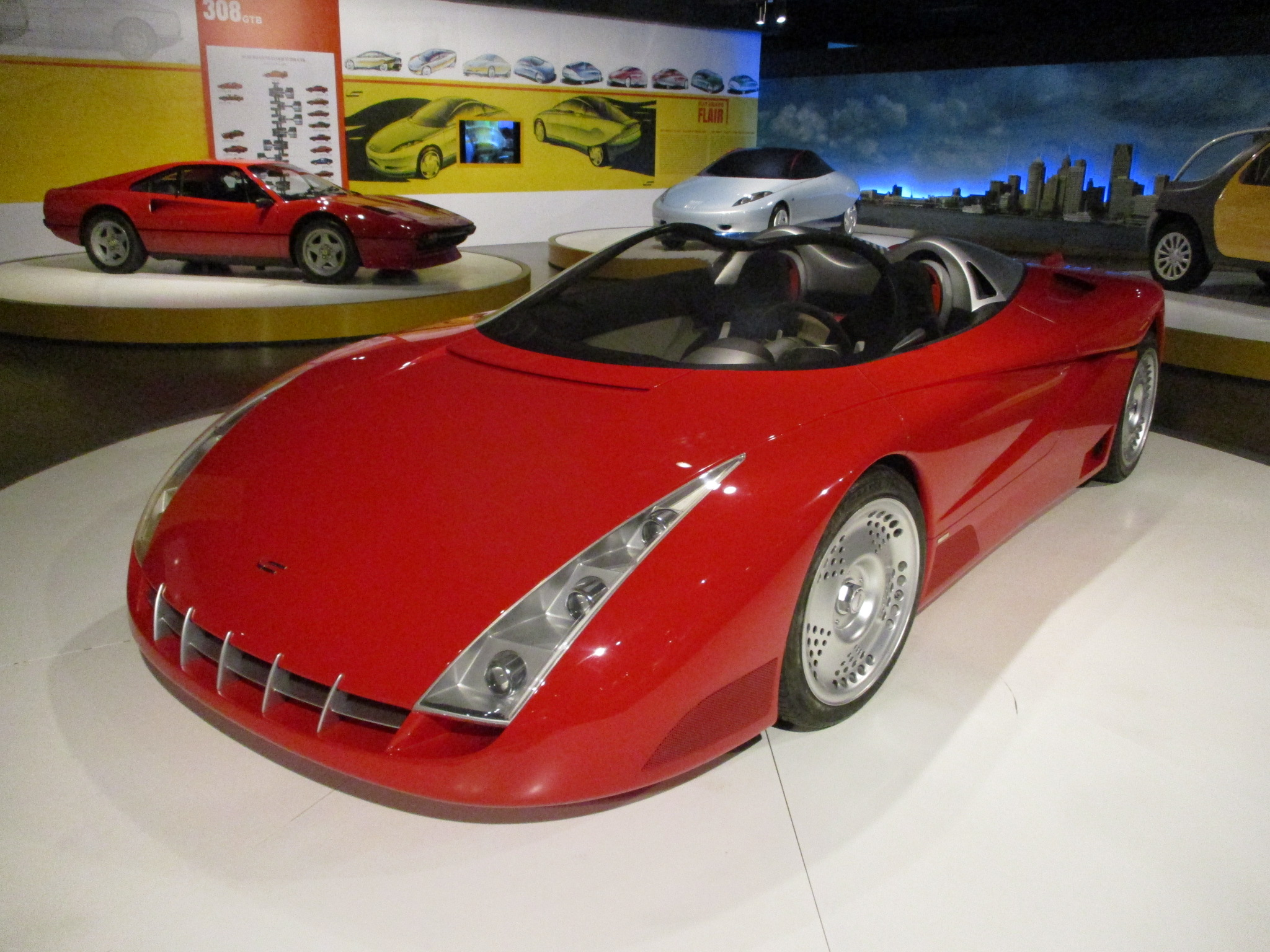
Ferrari Fioravanti F100 (1998)
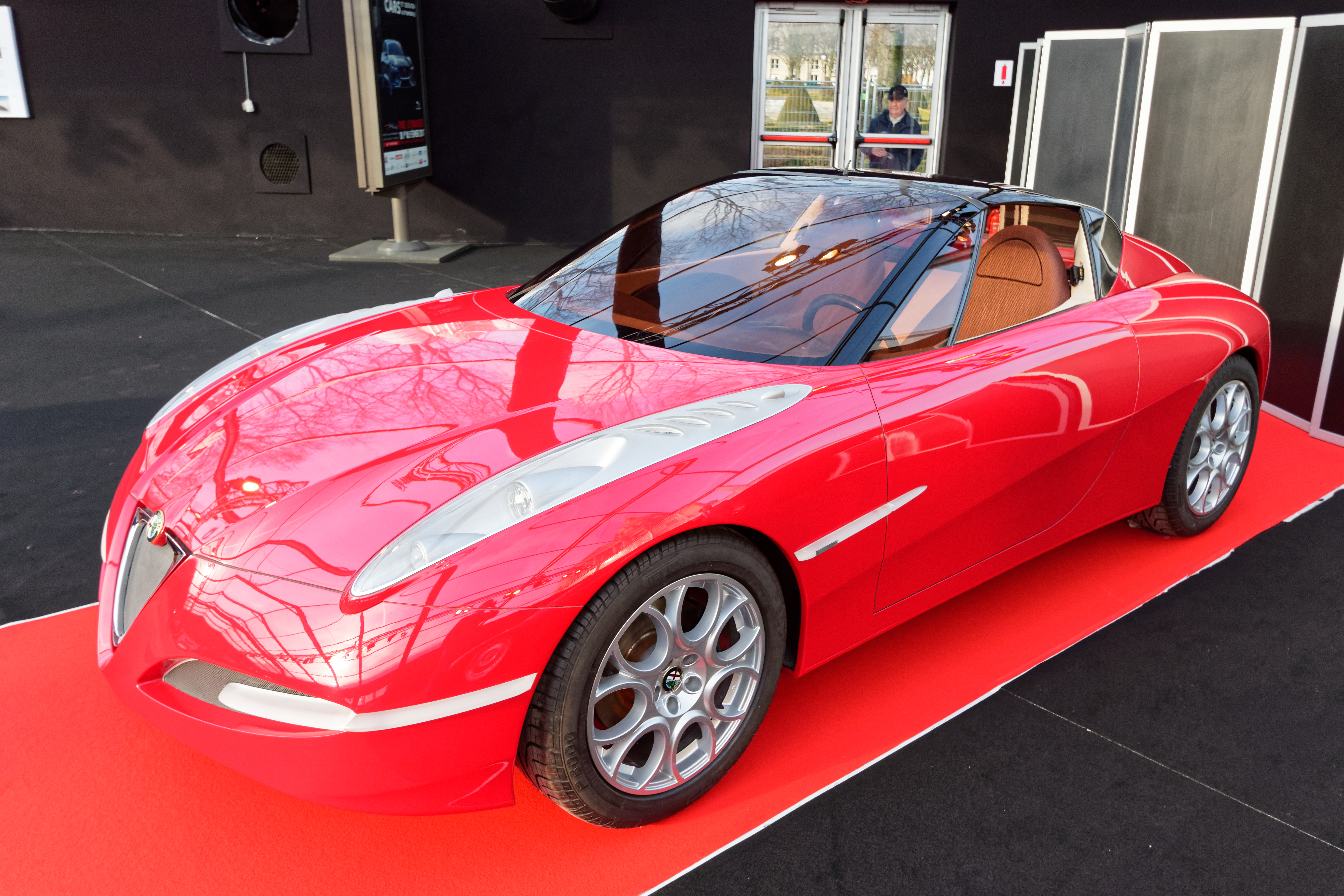
Alfa Romeo Vola (2000)
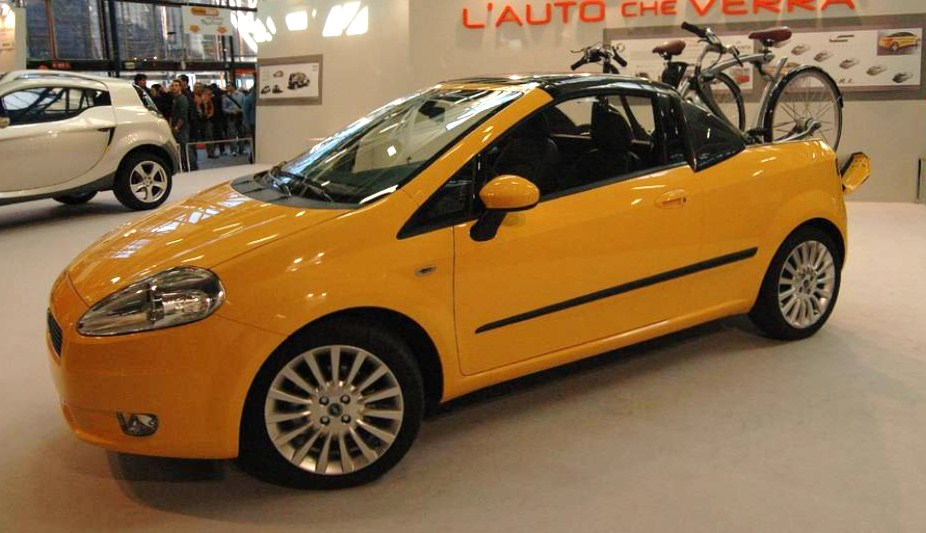
Fioravanti Skill (2006)
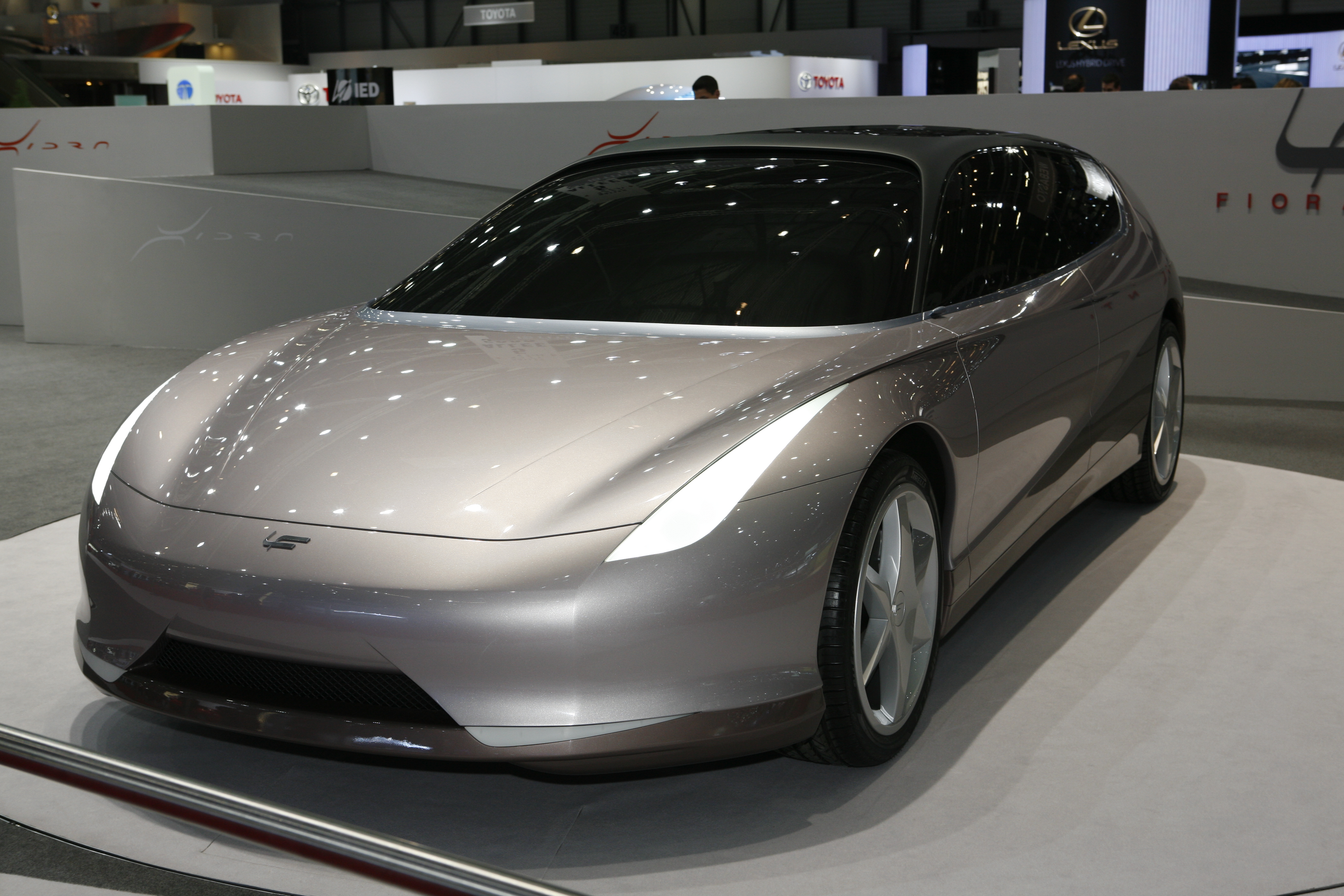
Fioravanti Hidra (2008)
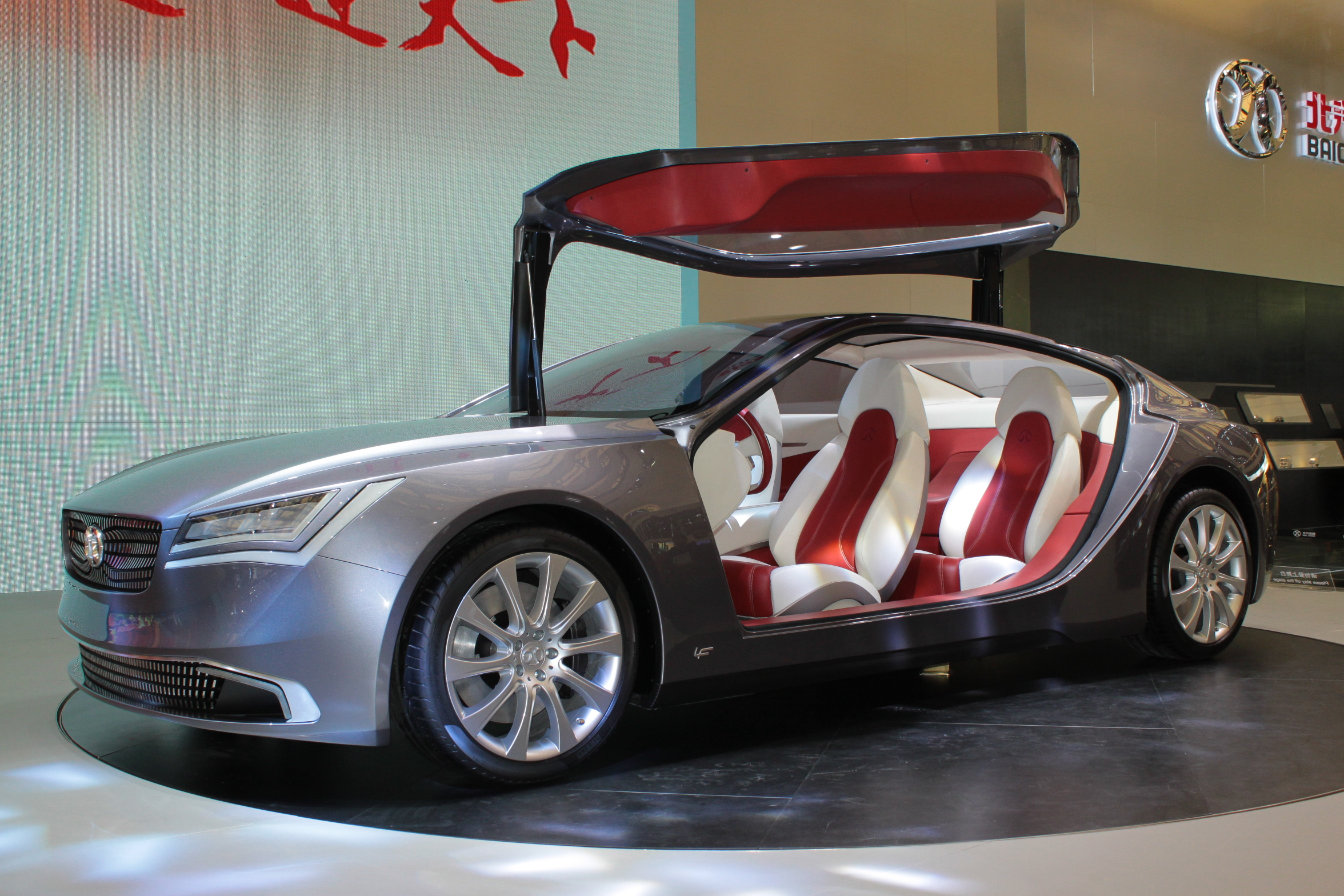
BAIC 900 Fioravanti (2013)
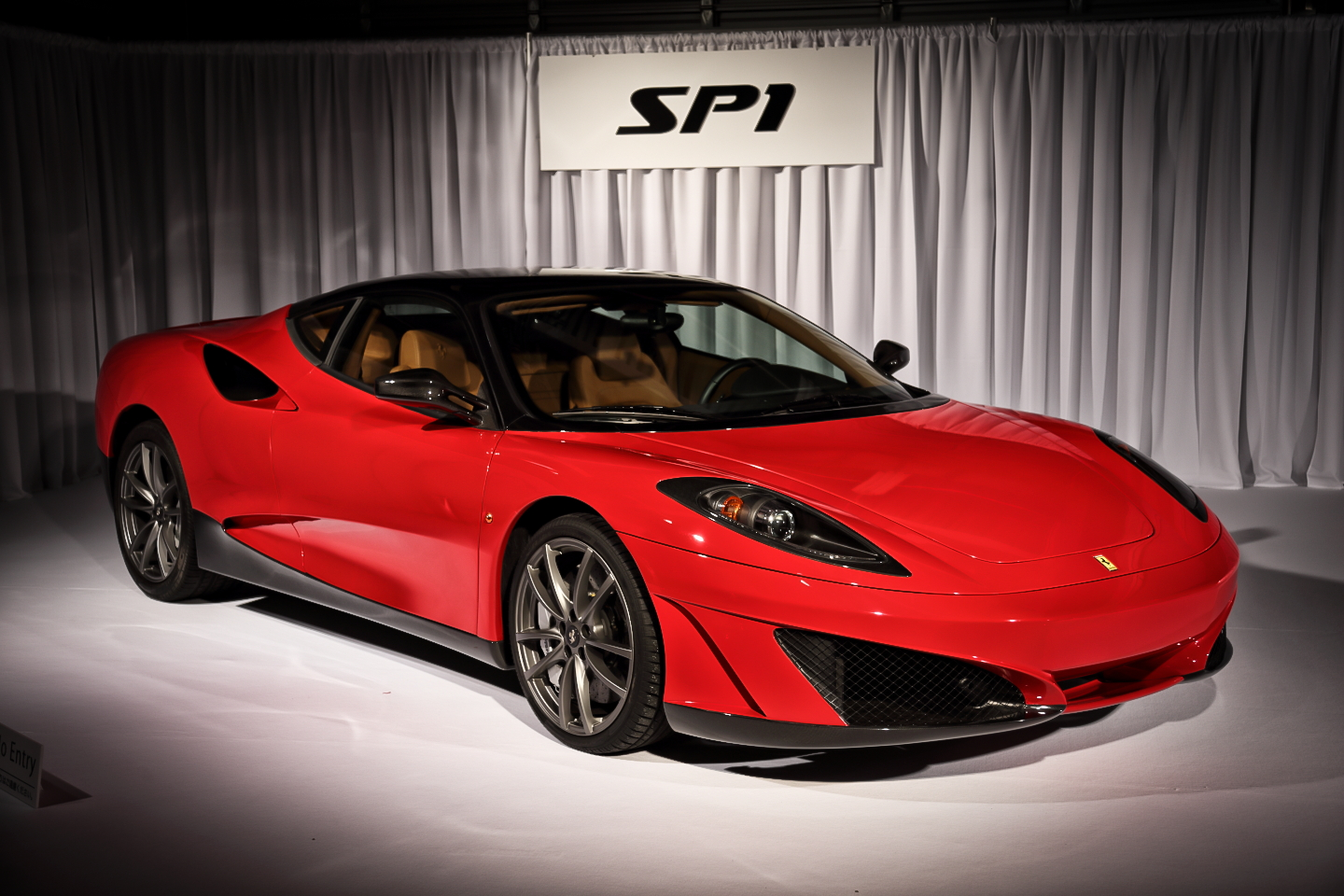
Ferrari SP1 (2008)
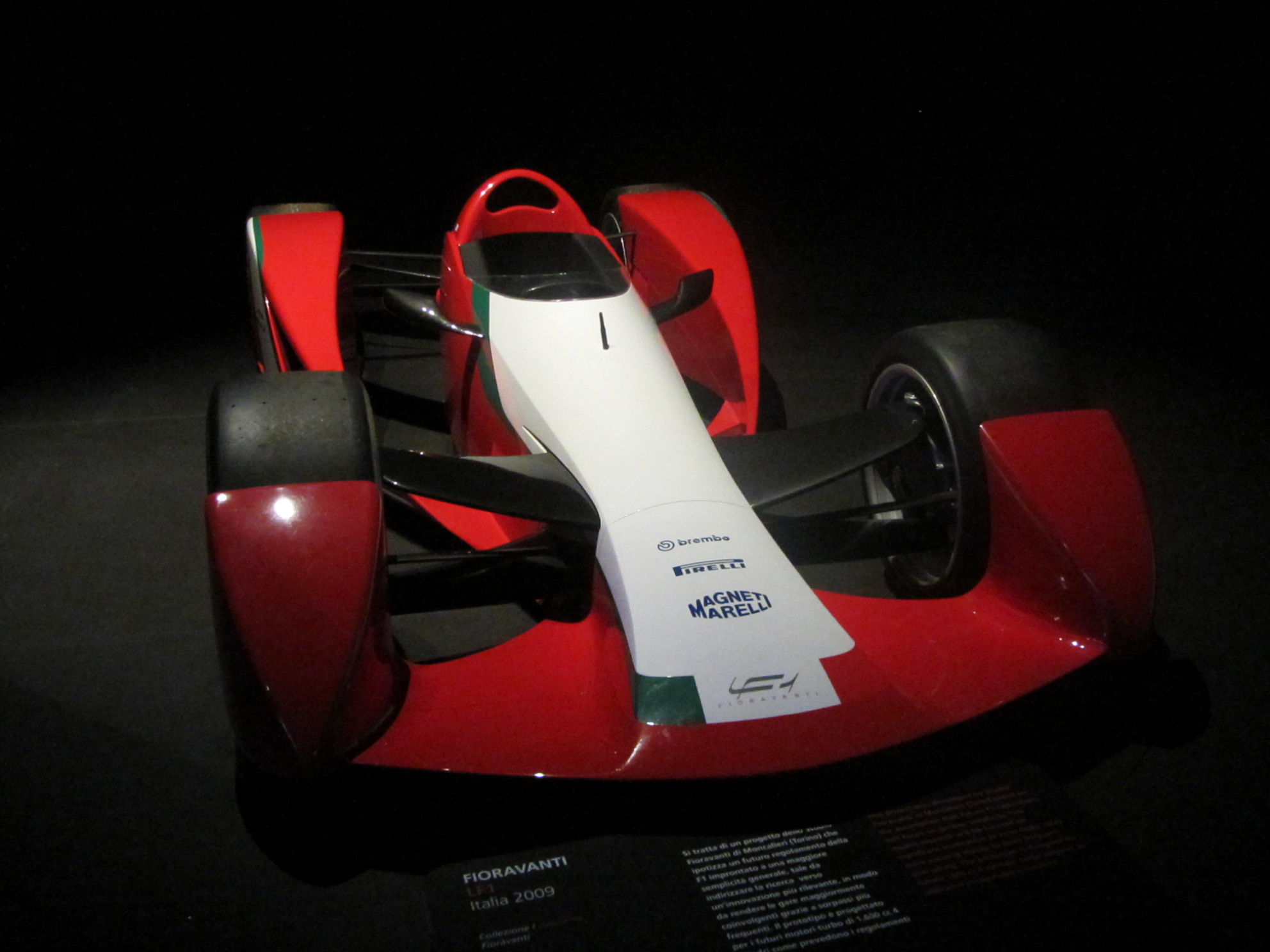
Fioravanti LF1 (2009)

À partir de 1991 il se consacre entièrement à son entreprise, et réalise entre autres de nombreux concept-car, dont les Fioravanti Sensiva (1994), Ferrari Fioravanti F100 (1998, pour le centième anniversaire de la naissance d'Enzo Ferrari), Alfa Romeo Vola (2000), Fioravanti Yak (2002), Fioravanti Kite (2004), Fioravanti Skill (2006), Fioravanti Hidra (2008), Ferrari SP1 (2008), Fioravanti LF1 (2009), BAIC 900 Fioravanti (2013)...